# Napuka (comune)
Napuka è un comune della Polinesia francese di 307 abitanti nelle Isole Tuamotu, il comune è diviso in due atolli che sono comuni associati:
- Napuka (253 ab. nel 2002)
- Tepoto Nord (54 ab. nel 2002)